# Сосново (Мішкинський район)
Сосно́во (рос. Сосново) — присілок у складі Мішкинського району Курганської області, Росія. Входить до складу Миркайської сільської ради.
Населення — 245 осіб (2010, 332 у 2002).